# 雪华乡
雪华乡是中国安徽省蚌埠市蚌山区下辖的一个乡 (中华人民共和国)。面积27.9平方公里，人口2.7万。
现辖代湖、纪郭、邱桥、雪华、沈圩、山南、孙郢、幸福、曹彭、马村、仇风、宋庄、市东、烟墩14个村委会。